# Lucius Accius
Lucius Accius eller Attius, född omkring 170 f.Kr. i Pisaurum, död omkring 86 f.Kr. i Rom, var en romersk tragediförfattare.
Accius åtnjöt stort rykte för sina omarbetningar av grekiska tragedier. Han författade även originalpjäser, skrev om litteraturhistoriska ämnen i versform och sysslade med ortografiska frågor. Av hans pjäser finns bara fragment kvar. De finns i textkritisk utgåva av Otto Ribbeck i Tragicorum romanorum fragmenta (Tredje upplagan, Leipzig 1897).
Caligulas motto oderint, dum metuant ("må de hata [mig], bara de fruktar") lär vara hämtat från Atreus, en av Accius tragedier (Vita Gai, 30, 3).